# Zhang Ying
Zhang Ying (chiń. 张颖; ur. 28 maja 1970) – chińska judoczka.
Wicemistrzyni świata w 1991 1995 oraz trzecia w 1989 i 1993. Startowała w Pucharze Świata w 1995. Złota medalistka igrzysk azjatyckich w 1990 i 1994. Wygrała igrzyska Azji Wschodniej w 1993 roku.